# Shangluo
Bypræfekturet Shangluo (商洛; pinyin: Shāngluò Shì) ligger i den østlige del af den kinesiske provins Shaanxi. Præfekturet har et areal på 	19.292 km²,, og en befolkning på 2.430.000 mennesker (2007).
Præfekturnavnet går tilbage til Han-dynastiets tid.

## Administrative enheder
Administrativt består Shangluo af et bydistrikt og seks amter:
- Bydistriktet Shangzhou – 商州区 ; Shāngzhōu Qū ;
- Amtet Luonan – 洛南县 Luònán Xiàn ;
- Amtet Danfeng – 丹凤县 Dānfèng Xiàn ;
- Amtet Shangnan – 商南县 Shāngnán Xiàn ;
- Amtet Shanyang – 山阳县 Shānyáng Xiàn ;
- Amtet Zhen'an – 镇安县 Zhèn'ān Xiàn ;
- Amtet Zhashui – 柞水县 Zhàshuǐ Xiàn.

## Trafik
Kinas rigsvej 312 løber gennem området. Den fører fra Shanghai og ender på grænsen til Kasakhstan, og passerer blandt andet Suzhou, Nanjing, Hefei, Xinyang, Xi'an, Lanzhou, Jiayuguan og Urumqi.